# Monkridge
Monkridge var en civil parish 1866–1955 när det uppgick i Elsdon, i grevskapet Northumberland i England. Civil parish var belägen 11 km från Bellingham och hade 99 invånare år 1951.